# Fort Lewis
Fort Lewis is een plaats (census-designated place) in de Amerikaanse staat Washington, en valt bestuurlijk gezien onder Pierce County.

## Demografie
Bij de volkstelling in 2000 werd het aantal inwoners vastgesteld op 19.089.

## Geografie
Volgens het United States Census Bureau beslaat de plaats een oppervlakte van
41,1 km², waarvan 39,6 km² land en 1,5 km² water. Fort Lewis ligt op ongeveer 98 m boven zeeniveau.

## Plaatsen in de nabije omgeving
De onderstaande figuur toont nabijgelegen plaatsen in een straal van 12 km rond Fort Lewis.